# Ichneumon coloratus
Ichneumon coloratus là một loài tò vò trong họ Ichneumonidae.